# جغد بلوطی خاوری
جغد بلوطی خاوری (نام علمی: Phodilus badius) یک نوع جغد بلوطی است که معمولاً با جغدهای انبار طبقه‌بندی می‌شود. این گونه کاملاً شب‌زی است و در سراسر جنوب شرق آسیا و بخش‌هایی از هند یافت می‌شود. چندین زیرگونه دارد. دارای صورت قلبی‌شکل و کشیدگی گوش‌مانند است. جغد بلوطی کنگو (Phodilus prigoginei) در گذشته به دلیل دانش ناکافی به عنوان یکی از زیرگونه‌های جغد بلوطی خاوری طبقه‌بندی می‌شد، اما مشخص شد که حتی ممکن است متعلق به یک سرده هم نباشد. جغد بلوطی سریلانکایی نیز به عنوان یک زیرگونه در نظر گرفته شد.

## نگارخانه

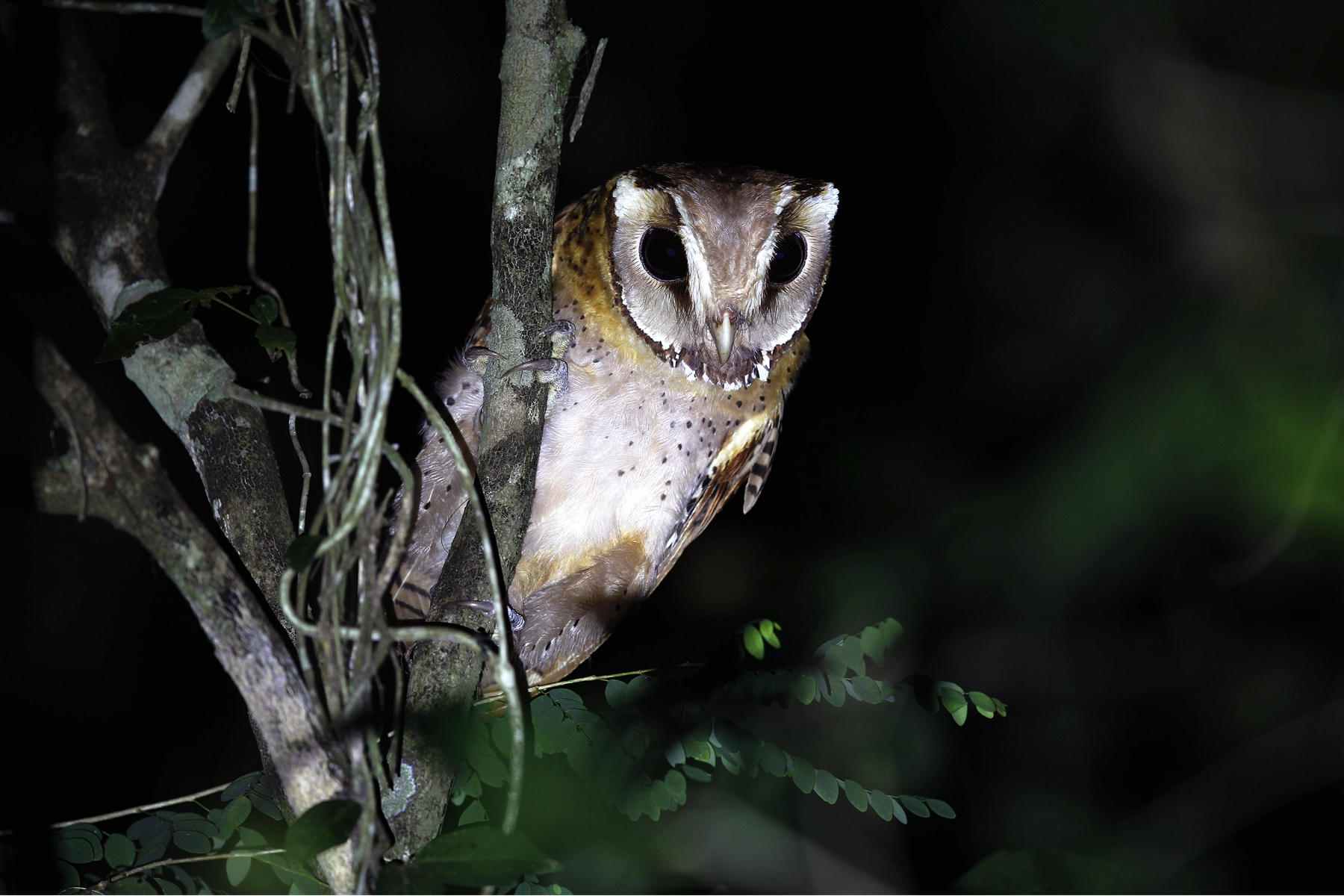
جغد بلوطی خاوری در پارک ملی Kaeng Krachan
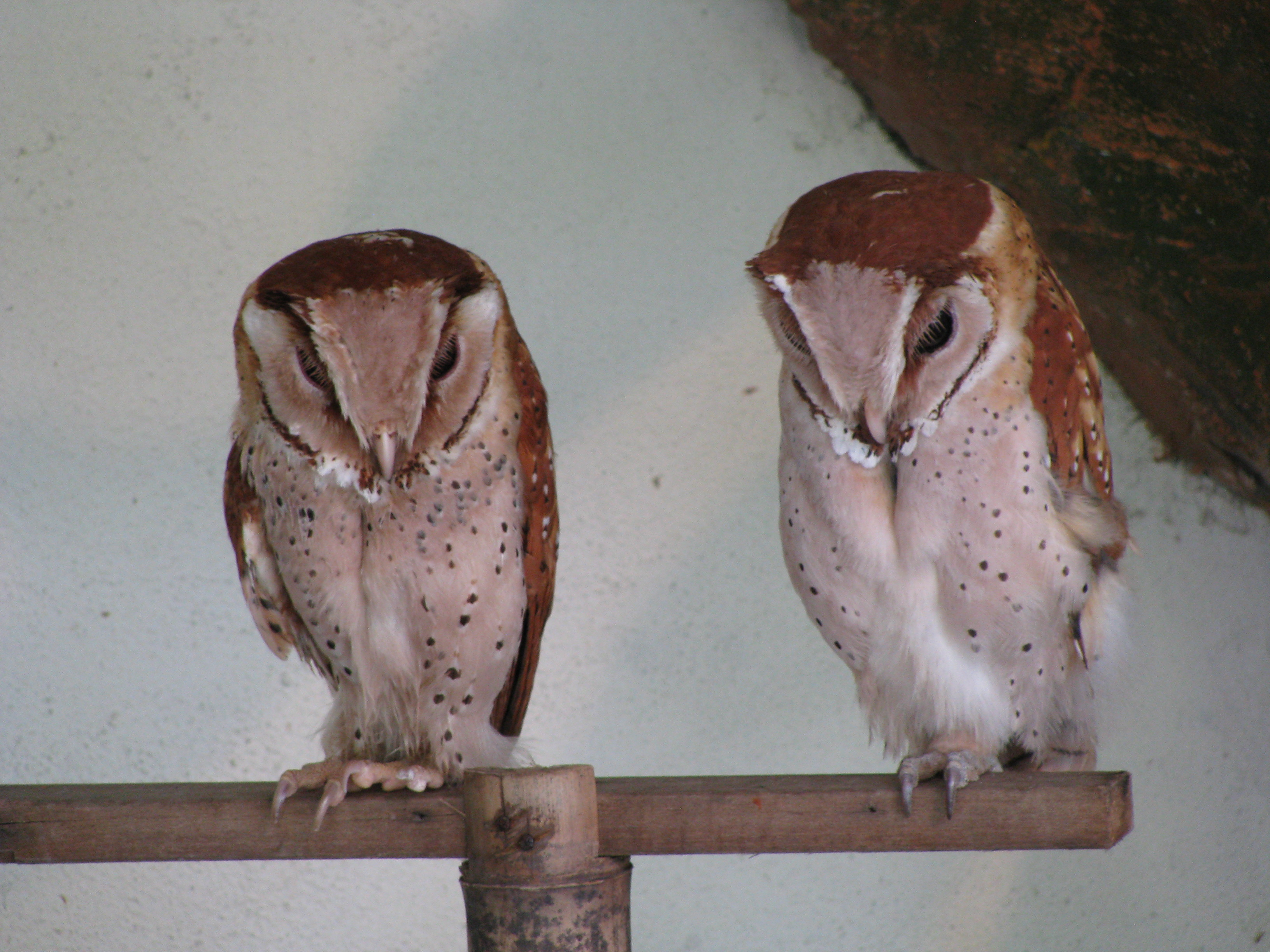
دو جغد بلوطی خاوری که از پایین به افرادی که تلاش می‌کنند از آنها عکس بگیرند نگاه می‌کنند.